# Rangers Football Club 2023-2024
Questa voce raccoglie le informazioni riguardanti il Rangers Football Club nelle competizioni ufficiali della stagione 2023-2024.

## Maglie e sponsor
Il fornitore tecnico per la stagione 2023-2024 è Castore, mentre lo sponsor ufficiale è Unibet.
| Casa | Trasferta | Terza divisa |

## Rosa
| N. |                             | Ruolo | Calciatore                 |
| -- | --------------------------- | ----- | -------------------------- |
| 1  | Inghilterra (bandiera)      | P     | Jack Butland               |
| 2  | Inghilterra (bandiera)      | D     | James Tavernier (capitano) |
| 3  | Turchia (bandiera)          | D     | Rıdvan Yılmaz              |
| 4  | Inghilterra (bandiera)      | C     | John Lundstram             |
| 5  | Scozia (bandiera)           | D     | John Souttar               |
| 6  | Inghilterra (bandiera)      | D     | Connor Goldson             |
| 7  | Romania (bandiera)          | C     | Ianis Hagi                 |
| 7  | Portogallo (bandiera)       | A     | Fábio Silva                |
| 8  | Scozia (bandiera)           | C     | Ryan Jack                  |
| 9  | Nigeria (bandiera)          | A     | Cyriel Dessers             |
| 10 | Irlanda del Nord (bandiera) | C     | Steven Davis               |
| 11 | Galles (bandiera)           | A     | Tom Lawrence               |
| 13 | Inghilterra (bandiera)      | C     | Todd Cantwell              |
| 14 | Paesi Bassi (bandiera)      | A     | Sam Lammers                |
| 15 | Ecuador (bandiera)          | C     | José Cifuentes             |
| 16 | Colombia (bandiera)         | C     | Óscar Cortés               |
| 17 | Galles (bandiera)           | A     | Rabbi Matondo              |
| 19 | Senegal (bandiera)          | A     | Abdallah Sima              |
| 20 | Inghilterra (bandiera)      | C     | Kieran Dowell              |
| 21 | Inghilterra (bandiera)      | D     | Dujon Sterling             |

| N. |                             | Ruolo | Calciatore        |
| -- | --------------------------- | ----- | ----------------- |
| 23 | Scozia (bandiera)           | A     | Scott Wright      |
| 25 | Giamaica (bandiera)         | A     | Kemar Roofe       |
| 26 | Inghilterra (bandiera)      | D     | Ben Davies        |
| 27 | Nigeria (bandiera)          | D     | Leon Balogun      |
| 28 | Scozia (bandiera)           | P     | Robby McCrorie    |
| 31 | Croazia (bandiera)          | D     | Borna Barišić     |
| 32 | Scozia (bandiera)           | P     | Kieran Wright     |
| 33 | Scozia (bandiera)           | P     | Jon McLaughlin    |
| 38 | Scozia (bandiera)           | D     | Leon King         |
| 42 | Costa d'Avorio (bandiera)   | C     | Mohammed Diomande |
| 43 | Belgio (bandiera)           | C     | Nicolas Raskin    |
| 44 | Scozia (bandiera)           | D     | Adam Devine       |
| 45 | Irlanda del Nord (bandiera) | C     | Ross McCausland   |
| 46 | Inghilterra (bandiera)      | D     | Johnly Yfeko      |
| 47 | Scozia (bandiera)           | D     | Robbie Fraser     |
| 64 | Scozia (bandiera)           | C     | Bailey Rice       |
| 65 | Inghilterra (bandiera)      | A     | Zak Lovelace      |
| 93 | Scozia (bandiera)           | C     | Cole McKinnon     |
| 99 | Brasile (bandiera)          | A     | Danilo            |

## Calciomercato

### Sessione estiva
| Acquisti | Acquisti         | Acquisti       | Acquisti               |
| R.       | Nome             | da             | Modalità               |
| -------- | ---------------- | -------------- | ---------------------- |
| D        | Mateusz Żukowski | Lech Poznań    | fine prestito          |
| C        | Kieran Dowell    | Norwich City   | definitivo (gratuito)  |
| D        | Dujon Sterling   | Chelsea        | definitivo (gratuito)  |
| P        | Jack Butland     | Crystal Palace | definitivo (gratuito)  |
| A        | Sam Lammers      | Atalanta       | definitivo (3.5 mln £) |
| A        | Abdallah Sima    | Brighton       | prestito               |
| A        | Cyriel Dessers   | Cremonese      | definitivo (5 mln £)   |
| D        | Leon Balogun     | QPR            | definitivo (gratuito)  |
| A        | Danilo           | Feyenoord      | definitivo (5.6 mln £) |
| C        | José Cifuentes   | Los Angeles FC | definitivo (1.2 mln £) |

| Cessioni | Cessioni         | Cessioni        | Cessioni               |
| R.       | Nome             | a               | Modalità               |
| -------- | ---------------- | --------------- | ---------------------- |
| P        | Allan McGregor   |                 | fine carriera          |
| D        | Filip Helander   |                 | svincolato             |
| C        | Ryan Kent        |                 | svincolato             |
| A        | Alfredo Morelos  |                 | svincolato             |
| C        | Scott Arfield    |                 | svincolato             |
| A        | Malik Tillman    | Bayern Monaco   | fine prestito          |
| D        | Mateusz Żukowski | Śląsk Breslavia | definitivo             |
| A        | Antonio Čolak    | Parma           | definitivo (2.5 mln £) |
| C        | Alexander Lowry  | Hearts          | prestito               |
| A        | Fashion Sakala   | Al-Fayha        | definitivo (4 mln £)   |
| C        | Nnamdi Ofoborh   |                 | svincolato             |
| C        | Ianis Hagi       | Alavés          | prestito               |
| C        | Glen Kamara      | Leeds Utd       | definitivo (5 mln £)   |

### Sessione invernale
| Acquisti | Acquisti          | Acquisti      | Acquisti      |
| R.       | Nome              | da            | Modalità      |
| -------- | ----------------- | ------------- | ------------- |
| A        | Fábio Silva       | Wolverhampton | prestito      |
| C        | Mohammed Diomande | Nordsjælland  | prestito      |
| C        | Alexander Lowry   | Hearts        | fine prestito |
| C        | Óscar Cortés      | Lens          | prestito      |

| Cessioni | Cessioni       | Cessioni   | Cessioni      |
| R.       | Nome           | a          | Modalità      |
| -------- | -------------- | ---------- | ------------- |
| A        | Sam Lammers    | Utrecht    | prestito      |
| C        | Steven Davis   |            | fine carriera |
| D        | Adam Devine    | Motherwell | prestito      |
| C        | José Cifuentes | Cruzeiro   | prestito      |

## Risultati

### Scottish Premiership
| Arbitro: | Willie Collum |

|           |           |  |
| Lyons 65’ | Marcatori |  |

| Arbitro: | Don Robertson |

|                                            |           |  |
| Lammers 10’ Danilo 78’ Sima 84’ Dowell 90’ | Marcatori |  |

| Arbitro: | David Munro |

|  |           |                         |
|  | Marcatori | 22’ Roofe 26’ Tavernier |

| Arbitro: | Don Robertson |

|  |           |                 |
|  | Marcatori | 45+2’ Furuhashi |

| Arbitro: | Nick Walsh |

|  |           |                        |
|  | Marcatori | 16’ Danilo 79’ Matondo |

| Arbitro: | Alan Muir |

|             |           |  |
| Dessers 24’ | Marcatori |  |

| Arbitro: | Steven McLean |

|          |           |                                          |
| Sima 75’ | Marcatori | 38’ Gartenmann 68’ McGrath 85’ MacKenzie |

| Arbitro: | Nick Walsh |

|  |           |                                    |
|  | Marcatori | 30’ (rig.), 90’ Tavernier 71’ Sima |

| Arbitro: | Don Robertson |

|                                      |           |  |
| Sima 17’, 65’ Raskin 45’ Dessers 79’ | Marcatori |  |

| Arbitro: | John Beaton |

|                                   |           |              |
| Tavernier 90’ (rig.) Danilo 90+3’ | Marcatori | 5’ Shankland |

| Arbitro: | Kevin Clancy |

|  |           |                                                                   |
|  | Marcatori | 5’ Jack 51’ Danilo 74’ Lammers 83’ Dessers 90+1’ (rig.) Tavernier |

| Arbitro: | Alan Muir |

|                                  |           |  |
| Dessers 28’ Tavernier 84’ (rig.) | Marcatori |  |

| Arbitro: | Steven McLean |

|  |           |                                  |
|  | Marcatori | 26’ Dessers 75’ (rig.) Tavernier |

| Arbitro: | Nick Walsh |

|             |           |                        |
| Miovski 11’ | Marcatori | 90+4’ (rig.) Tavernier |

| Arbitro: | Matthew MacDermid |

|               |           |  |
| Sima 45’, 70’ | Marcatori |  |

| Arbitro: | Willie Collum |

|  |           |          |
|  | Marcatori | 34’ Sima |

| Arbitro: | Kevin Clancy |

|                                           |           |             |
| Dessers 20’ Tavernier 26’ (rig.) Sima 34’ | Marcatori | 5’ Bakayoko |

| Arbitro: | Steven McLean |

|  |           |                                       |
|  | Marcatori | 30’ Yılmaz 45+2’ Cantwell 74’ Dessers |

| Arbitro: | David Dickinson |

|  |           |                        |
|  | Marcatori | 3’ Dowell 16’ Cantwell |

| Arbitro: | Alan Muir |

|                                 |           |            |
| Dessers 5’, 45+5’ Souttar 90+2’ | Marcatori | 29’ Murray |

| Arbitro: | Nick Walsh |

|                            |           |               |
| Bernardo 25’ Furuhashi 47’ | Marcatori | 88’ Tavernier |

| Arbitro: | John Beaton |

|                                      |           |                      |
| McCausland 41’ Sima 45’ Cantwell 61’ | Marcatori | 58’ (rig.) Armstrong |

| Arbitro: | David Dickinson |

|  |           |             |
|  | Marcatori | 14’ Dessers |

| Arbitro: | John Beaton |

|                                      |           |  |
| Silva 40’ Matondo 45+2’ Cantwell 56’ | Marcatori |  |

| Arbitro: | Don Robertson |

|                         |           |             |
| Matondo 7’ Cantwell 72’ | Marcatori | 45’ Miovski |

| Arbitro: | Matthew MacDermid |

|  |           |                                               |
|  | Marcatori | 37’ Diomande 79’ (rig.), 87’ (rig.) Tavernier |

| Arbitro: | Nick Walsh |

|                                                   |           |  |
| Diomande 2’ Cortés 37’ Dessers 44’, 48’ Silva 65’ | Marcatori |  |

| Arbitro: | David Dickinson |

|                      |           |                            |
| Armstrong 11’ (rig.) | Marcatori | 55’ Tavernier 59’ Lawrence |

| Arbitro: | Alan Muir |

|                      |           |                   |
| Tavernier 60’ (rig.) | Marcatori | 9’ Bair 75’ Casey |

| Dundee 17 aprile 2024 , ore 20:00 30ª giornata | Dundee        | 0 – 0 referto | Rangers | Dens Park (9.010 spett.)\| Arbitro: \| Don Robertson \| |
| Arbitro:                                       | Don Robertson |               |         |                                                         |

| Arbitro: | David Dickinson |

|                                         |           |               |
| Tavernier 26’ Dessers 45+7’ Matondo 85’ | Marcatori | 45+2’ Maolida |

| Arbitro: | John Beaton |

|                                             |           |                                      |
| Tavernier 55’ (rig.) Sima 86’ Matondo 90+3’ | Marcatori | 1’ Maeda 34’ (rig.) O'Riley 87’ Idah |

| Arbitro: | Matthew MacDermid |

|                                |           |                                         |
| Murray 47’ Harmon 50’ Sims 69’ | Marcatori | 15’ (aut.) Baldwin 89’ (rig.) Tavernier |

#### Poule Scudetto
| Arbitro: | Nick Walsh |

|             |           |                               |
| Mandron 37’ | Marcatori | 32’ (aut.) Bolton 74’ Dessers |

| Arbitro: | David Dickinson |

|                                                   |           |                      |
| Silva 45+8’ Davies 62’ Lawrence 71’ Souttar 90+3’ | Marcatori | 12’ (aut.) Tavernier |

| Arbitro: | Willie Collum |

|                                  |           |             |
| O'Riley 35’ Lundstram 38’ (aut.) | Marcatori | 40’ Dessers |

| Arbitro: | David Dickinson |

|                                                           |           |                         |
| McCausland 45’ Dessers 52’ Cantwell 65’ Wright 87’, 90+3’ | Marcatori | 38’ McGhee 40’ Portales |

| Arbitro: | Don Robertson |

|                                          |           |                                       |
| Shankland 33’ Lembikisa 82’ Tagawa 90+5’ | Marcatori | 52’ McCausland 59’ Cantwell 69’ Silva |

### Scottish Cup
| Arbitro: | Alan Muir |

|            |           |                                                           |
| Shiels 88’ | Marcatori | 35’ Lundstram 41’ Dessers 78’ (rig.) Tavernier 89’ Wright |

| Arbitro: | Willie Collum |

|                       |           |  |
| Barišić 10’ Silva 76’ | Marcatori |  |

| Arbitro: | Steven McLean |

|  |           |                         |
|  | Marcatori | 23’ Lundstram 84’ Silva |

| Arbitro: | Steve McLean |

|                 |           |  |
| Dessers 5’, 78’ | Marcatori |  |

| Arbitro: | Nick Walsh |

|          |           |  |
| Idah 90’ | Marcatori |  |

### Scottish League Cup
| Arbitro: | David Dickinson |

|                               |           |               |
| Dessers 60’ (rig.) Danilo 68’ | Marcatori | 65’ Gillespie |

| Arbitro: | Don Robertson |

|                                                    |           |  |
| Sima 10’ Yılmaz 66’ de Lucas 84’ (aut.) Jack 90+2’ | Marcatori |  |

| Arbitro: | Nick Walsh |

|                      |           |                                      |
| Shankland 81’ (rig.) | Marcatori | 50’ (rig.), 64’ Tavernier 55’ Wright |

| Arbitro: | Don Robertson |

|               |           |  |
| Tavernier 76’ | Marcatori |  |

### Champions League
| Arbitro: | Donatas Rumšas |

|                                 |           |                  |
| Tavernier 6’ (rig.) Dessers 15’ | Marcatori | 44’ (rig.) Bedia |

| Arbitro: | Maurizio Mariani |

|            |           |               |
| Kutesa 22’ | Marcatori | 50’ Tavernier |

| Arbitro: | Clément Turpin |

|                      |           |                         |
| Sima 45’ Matondo 76’ | Marcatori | 61’ Sangaré 80’ De Jong |

| Arbitro: | José María Sánchez Martínez |

|                                                             |           |               |
| Saibari 35’, 53’ De Jong 66’ Veerman 78’ Goldson 81’ (aut.) | Marcatori | 64’ Tavernier |

### Europa League
| Arbitro: | Lawrence Visser |

|          |           |  |
| Sima 68’ | Marcatori |  |

| Arbitro: | Horațiu Feșnic |

|                           |           |          |
| Moussounda 9’ Babicka 59’ | Marcatori | 70’ Sima |

| Praga 26 ottobre 2023, ore 18:45 CEST Fase a gironi - 3ª giornata | Sparta Praga     | 0 – 0 referto | Rangers | Stadion Letná\| Arbitro: \| Sascha Stegemann \| |
| Arbitro:                                                          | Sascha Stegemann |               |         |                                                 |

| Arbitro: | Davide Massa |

|                         |           |              |
| Danilo 11’ Cantwell 20’ | Marcatori | 77’ Haraslin |

| Arbitro: | Rohit Saggi |

|                |           |             |
| McCausland 49’ | Marcatori | 28’ Babicka |

| Arbitro: | Srđan Jovanović |

|                       |           |                                |
| Miranda 14’ Pérez 37’ | Marcatori | 10’ Sima 20’ Dessers 78’ Roofe |

#### Ottavi Di Finale
| Arbitro: | Tobias Stieler |

|                                          |           |                            |
| Di María 45+2’ (rig.) Goldson 67’ (aut.) | Marcatori | 7’ Lawrence 45+5’ Sterling |

| Arbitro: | Ivan Kružliak |

|  |           |              |
|  | Marcatori | 66’ R. Silva |

## Statistiche

### Statistiche di squadra
Statistiche aggiornate al 25 maggio 2024.
| Competizione         | Punti | In casa | In casa | In casa | In casa | In casa | In casa | In trasferta | In trasferta | In trasferta | In trasferta | In trasferta | In trasferta | Totale | Totale | Totale | Totale | Totale | Totale | DR  |
| Competizione         | Punti | G       | V       | N       | P       | Gf      | Gs      | G            | V            | N            | P            | Gf           | Gs           | G      | V      | N      | P      | Gf     | Gs     | DR  |
| -------------------- | ----- | ------- | ------- | ------- | ------- | ------- | ------- | ------------ | ------------ | ------------ | ------------ | ------------ | ------------ | ------ | ------ | ------ | ------ | ------ | ------ | --- |
| Scottish Premiership | 85    | 19      | 15      | 1       | 3       | 51      | 18      | 19           | 12           | 3            | 4            | 36           | 14           | 38     | 27     | 4      | 7      | 87     | 32     | +55 |
| Scottish Cup         | -     | 1       | 1       | 0       | 0       | 2       | 0       | 2            | 2            | 0            | 0            | 6            | 1            | 5      | 4      | 0      | 1      | 10     | 2      | +8  |
| Scottish League Cup  | -     | 2       | 2       | 0       | 0       | 6       | 1       | 0            | 0            | 0            | 0            | 0            | 0            | 4      | 4      | 0      | 0      | 10     | 2      | +8  |
| Champions League     | -     | 2       | 1       | 1       | 0       | 4       | 3       | 2            | 0            | 1            | 1            | 2            | 6            | 4      | 1      | 2      | 1      | 6      | 9      | -3  |
| Europa League        | 11    | 4       | 2       | 1       | 1       | 4       | 3       | 4            | 1            | 2            | 1            | 6            | 6            | 8      | 3      | 3      | 2      | 10     | 9      | +1  |
| Totale               | 93    | 27      | 20      | 3       | 4       | 62      | 22      | 27           | 15           | 6            | 6            | 50           | 27           | 59     | 39     | 9      | 11     | 123    | 54     | +69 |

### Andamento in campionato
| Giornata  | 1  | 2 | 3 | 4 | 5 | 6 | 7 | 8 | 9 | 10 | 11 | 12 | 13 | 14 | 15 | 16 | 17 | 18 | 19 | 20 | 21 | 22 | 23 | 24 | 25 | 26 | 27 | 28 | 29 | 30 | 31 | 32 | 33 | 34 | 35 | 36 | 37 | 38 |
| --------- | -- | - | - | - | - | - | - | - | - | -- | -- | -- | -- | -- | -- | -- | -- | -- | -- | -- | -- | -- | -- | -- | -- | -- | -- | -- | -- | -- | -- | -- | -- | -- | -- | -- | -- | -- |
| Luogo     | T  | C | T | C | T | C | C | T | C | C  | T  | C  | T  | T  | C  | T  | C  | T  | T  | C  | T  | C  | T  | C  | C  | T  | C  | T  | C  | T  | C  | C  | T  | T  | C  | T  | C  | T  |
| Risultato | P  | V | V | P | V | V | P | V | V | V  | V  | V  | V  | N  | V  | V  | V  | V  | V  | V  | P  | V  | V  | V  | V  | V  | V  | V  | P  | N  | V  | N  | P  | V  | V  | P  | V  | N  |
| Posizione | 10 | 6 | 4 | 4 | 4 | 3 | 3 | 2 | 2 | 2  | 2  | 2  | 2  | 2  | 2  | 2  | 2  | 2  | 2  | 2  | 2  | 2  | 2  | 2  | 2  | 1  | 1  | 1  | 1  | 2  | 2  | 2  | 2  | 2  | 2  | 2  | 2  | 2  |

Legenda:

Luogo: C = Casa; T = Trasferta. Risultato: V = Vittoria; N = Pareggio; P = Sconfitta.

### Statistiche dei giocatori
| Giocatore     | Scottish Premiership | Scottish Premiership | Scottish Premiership | Scottish Premiership | Scottish Cup | Scottish Cup | Scottish Cup | Scottish Cup | League Cup | League Cup | League Cup  | League Cup | Coppe europee | Coppe europee | Coppe europee | Coppe europee | Totale   | Totale | Totale      | Totale     |
| Giocatore     | Presenze             | Reti                 | Ammonizioni          | Espulsioni           | Presenze     | Reti         | Ammonizioni  | Espulsioni   | Presenze   | Reti       | Ammonizioni | Espulsioni | Presenze      | Reti          | Ammonizioni   | Espulsioni    | Presenze | Reti   | Ammonizioni | Espulsioni |
| ------------- | -------------------- | -------------------- | -------------------- | -------------------- | ------------ | ------------ | ------------ | ------------ | ---------- | ---------- | ----------- | ---------- | ------------- | ------------- | ------------- | ------------- | -------- | ------ | ----------- | ---------- |
| J. Butland    | 38                   | -32                  | 1                    | 0                    | 4            | -1           | 0            | 0            | 4          | -2         | 0           | 0          | 4+8           | -9+-9         | 0+1           | 0             | 58       | -53    | 2           | 0          |
| R. McCrorie   | 0                    | 0                    | 0                    | 0                    | 1            | -1           | 0            | 0            | 0          | 0          | 0           | 0          | 0             | 0             | 0             | 0             | 1        | -1     | 0           | 0          |
| J. McLaughlin | 0                    | 0                    | 0                    | 0                    | 0            | 0            | 0            | 0            | 0          | 0          | 0           | 0          | 0             | 0             | 0             | 0             | 0        | 0      | 0           | 0          |
| K. Wright     | 0                    | 0                    | 0                    | 0                    | 0            | 0            | 0            | 0            | 0          | 0          | 0           | 0          | 0             | 0             | 0             | 0             | 0        | 0      | 0           | 0          |
| J. Tavernier  | 38                   | 17                   | 2                    | 0                    | 5            | 1            | 0            | 0            | 3          | 3          | 0           | 0          | 4+8           | 3+0           | 1+2           | 0             | 58       | 24     | 5           | 0          |
| R. Yılmaz     | 26                   | 1                    | 1                    | 0                    | 4            | 0            | 1            | 0            | 1          | 1          | 0           | 0          | 0+2           | 0             | 0+1           | 0             | 33       | 2      | 3           | 0          |
| C. Goldson    | 30                   | 0                    | 7                    | 0                    | 3            | 0            | 0            | 0            | 4          | 0          | 0           | 0          | 4+7           | 0             | 0+3           | 0             | 48       | 0      | 10          | 0          |
| J. Souttar    | 28                   | 2                    | 2                    | 0                    | 4            | 0            | 1            | 0            | 1          | 0          | 0           | 0          | 4+4           | 0             | 2+1           | 0             | 41       | 2      | 6           | 0          |
| D. Sterling   | 24                   | 0                    | 3                    | 1                    | 3            | 0            | 1            | 0            | 4          | 0          | 0           | 0          | 2+3           | 0+1           | 0+1           | 0             | 36       | 1      | 5           | 1          |
| B. Davies     | 8                    | 1                    | 1                    | 0                    | 1            | 0            | 0            | 0            | 2          | 0          | 0           | 0          | 0+6           | 0             | 0             | 0             | 17       | 1      | 1           | 0          |
| L. Balogun    | 14                   | 0                    | 1                    | 1                    | 2            | 0            | 0            | 0            | 3          | 0          | 1           | 0          | 0             | 0             | 0             | 0             | 19       | 0      | 2           | 1          |
| B. Barišić    | 20                   | 0                    | 3                    | 0                    | 3            | 1            | 0            | 0            | 3          | 0          | 1           | 0          | 4+5           | 0             | 1+1           | 0             | 35       | 1      | 6           | 0          |
| L. King       | 5                    | 0                    | 0                    | 0                    | 1            | 0            | 0            | 0            | 0          | 0          | 0           | 0          | 0             | 0             | 0             | 0             | 6        | 0      | 0           | 0          |
| A. Devine     | 0                    | 0                    | 0                    | 0                    | 0            | 0            | 0            | 0            | 1          | 0          | 0           | 0          | 0             | 0             | 0             | 0             | 1        | 0      | 0           | 0          |
| J. Yfeko      | 0                    | 0                    | 0                    | 0                    | 0            | 0            | 0            | 0            | 1          | 0          | 0           | 0          | 0             | 0             | 0             | 0             | 1        | 0      | 0           | 0          |
| R. Fraser     | 2                    | 0                    | 0                    | 0                    | 0            | 0            | 0            | 0            | 0          | 0          | 0           | 0          | 0             | 0             | 0             | 0             | 2        | 0      | 0           | 0          |
| J. Lundstram  | 34                   | 0                    | 3                    | 1                    | 5            | 2            | 0            | 0            | 4          | 0          | 1           | 0          | 2+8           | 0             | 0+1           | 0             | 53       | 2      | 5           | 1          |
| I. Hagi       | 0                    | 0                    | 0                    | 0                    | 0            | 0            | 0            | 0            | 1          | 0          | 0           | 0          | 1+0           | 0             | 0             | 0             | 2        | 0      | 0           | 0          |
| R. Jack       | 11                   | 1                    | 0                    | 0                    | 2            | 0            | 0            | 0            | 2          | 1          | 0           | 0          | 4+3           | 0             | 0             | 0             | 22       | 2      | 0           | 0          |
| S. Davis      | 0                    | 0                    | 0                    | 0                    | 0            | 0            | 0            | 0            | 0          | 0          | 0           | 0          | 0             | 0             | 0             | 0             | 0        | 0      | 0           | 0          |
| J. Cifuentes  | 9                    | 0                    | 0                    | 1                    | 0            | 0            | 0            | 0            | 2          | 0          | 0           | 0          | 4+5           | 0             | 0             | 0             | 20       | 0      | 0           | 1          |
| Ó. Cortés     | 6                    | 1                    | 0                    | 0                    | 1            | 0            | 0            | 0            | 0          | 0          | 0           | 0          | 0             | 0             | 0             | 0             | 7        | 1      | 0           | 0          |
| T. Cantwell   | 30                   | 7                    | 5                    | 0                    | 4            | 0            | 1            | 0            | 2          | 0          | 1           | 0          | 4+4           | 0+1           | 2+1           | 0             | 44       | 8      | 10          | 0          |
| K. Dowell     | 13                   | 2                    | 1                    | 0                    | 0            | 0            | 0            | 0            | 1          | 0          | 0           | 0          | 2+0           | 0             | 0             | 0             | 16       | 2      | 1           | 0          |
| M. Diomande   | 13                   | 2                    | 1                    | 0                    | 4            | 0            | 0            | 0            | 0          | 0          | 0           | 0          | 0+2           | 0             | 0             | 0             | 19       | 2      | 1           | 0          |
| N. Raskin     | 18                   | 1                    | 2                    | 0                    | 5            | 0            | 2            | 0            | 0          | 0          | 0           | 0          | 4+4           | 0             | 0             | 0             | 31       | 1      | 4           | 0          |
| R. McCausland | 29                   | 3                    | 0                    | 0                    | 4            | 0            | 0            | 0            | 1          | 0          | 0           | 0          | 0+5           | 0+1           | 0             | 0             | 39       | 4      | 0           | 0          |
| B. Rice       | 2                    | 0                    | 1                    | 0                    | 0            | 0            | 0            | 0            | 0          | 0          | 0           | 0          | 0             | 0             | 0             | 0             | 2        | 0      | 1           | 0          |
| C. McKinnon   | 1                    | 0                    | 0                    | 0                    | 1            | 0            | 0            | 0            | 0          | 0          | 0           | 0          | 0+1           | 0             | 0             | 0             | 3        | 0      | 0           | 0          |
| F. Silva      | 18                   | 4                    | 0                    | 0                    | 5            | 2            | 1            | 0            | 0          | 0          | 0           | 0          | 0+2           | 0             | 0             | 0             | 25       | 6      | 1           | 0          |
| C. Dessers    | 35                   | 16                   | 0                    | 0                    | 4            | 3            | 0            | 0            | 4          | 1          | 0           | 0          | 4+7           | 1+1           | 0+1           | 0             | 54       | 22     | 1           | 0          |
| T. Lawrence   | 23                   | 2                    | 1                    | 0                    | 3            | 0            | 0            | 0            | 1          | 0          | 0           | 0          | 0+5           | 0+1           | 0             | 0             | 32       | 3      | 1           | 0          |
| S. Lammers    | 17                   | 2                    | 1                    | 0                    | 0            | 0            | 0            | 0            | 4          | 0          | 0           | 0          | 4+6           | 0             | 0+2           | 0             | 31       | 2      | 3           | 0          |
| R. Matondo    | 19                   | 5                    | 1                    | 0                    | 5            | 0            | 0            | 0            | 1          | 0          | 1           | 0          | 2+4           | 1+0           | 1+0           | 0             | 31       | 6      | 3           | 0          |
| A. Sima       | 25                   | 11                   | 1                    | 0                    | 2            | 0            | 1            | 0            | 4          | 1          | 1           | 0          | 3+6           | 1+3           | 0+2           | 0             | 40       | 16     | 5           | 0          |
| S. Wright     | 23                   | 2                    | 2                    | 1                    | 3            | 1            | 0            | 0            | 3          | 1          | 1           | 0          | 1+3           | 0             | 0             | 0             | 33       | 4      | 3           | 1          |
| K. Roofe      | 15                   | 1                    | 0                    | 0                    | 1            | 0            | 1            | 0            | 3          | 0          | 0           | 0          | 0+5           | 0+1           | 0+2           | 0             | 24       | 2      | 3           | 0          |
| Z. Lovelace   | 2                    | 0                    | 1                    | 0                    | 0            | 0            | 0            | 0            | 0          | 0          | 0           | 0          | 0             | 0             | 0             | 0             | 2        | 0      | 1           | 0          |
| Danilo        | 12                   | 4                    | 0                    | 0                    | 0            | 0            | 0            | 0            | 2          | 1          | 0           | 0          | 4+3           | 0+1           | 0             | 0             | 21       | 6      | 0           | 0          |